# شهرستان خودمختار دوآن یائو
دو ان یاو (به لاتین: Du'an Yao Autonomous County) یک سکونتگاه مسکونی در جمهوری خلق چین است که در شهر هه‌چی واقع شده‌است.

## خصوصیات
دو ان یاو ۴٬۰۹۵ کیلومترمربع مساحت و ۶۲۵٬۱۰۰ نفر جمعیت دارد و ۱۶۰ متر بالاتر از سطح دریا واقع شده‌است.